# Robert Haldane (Mathematiker)

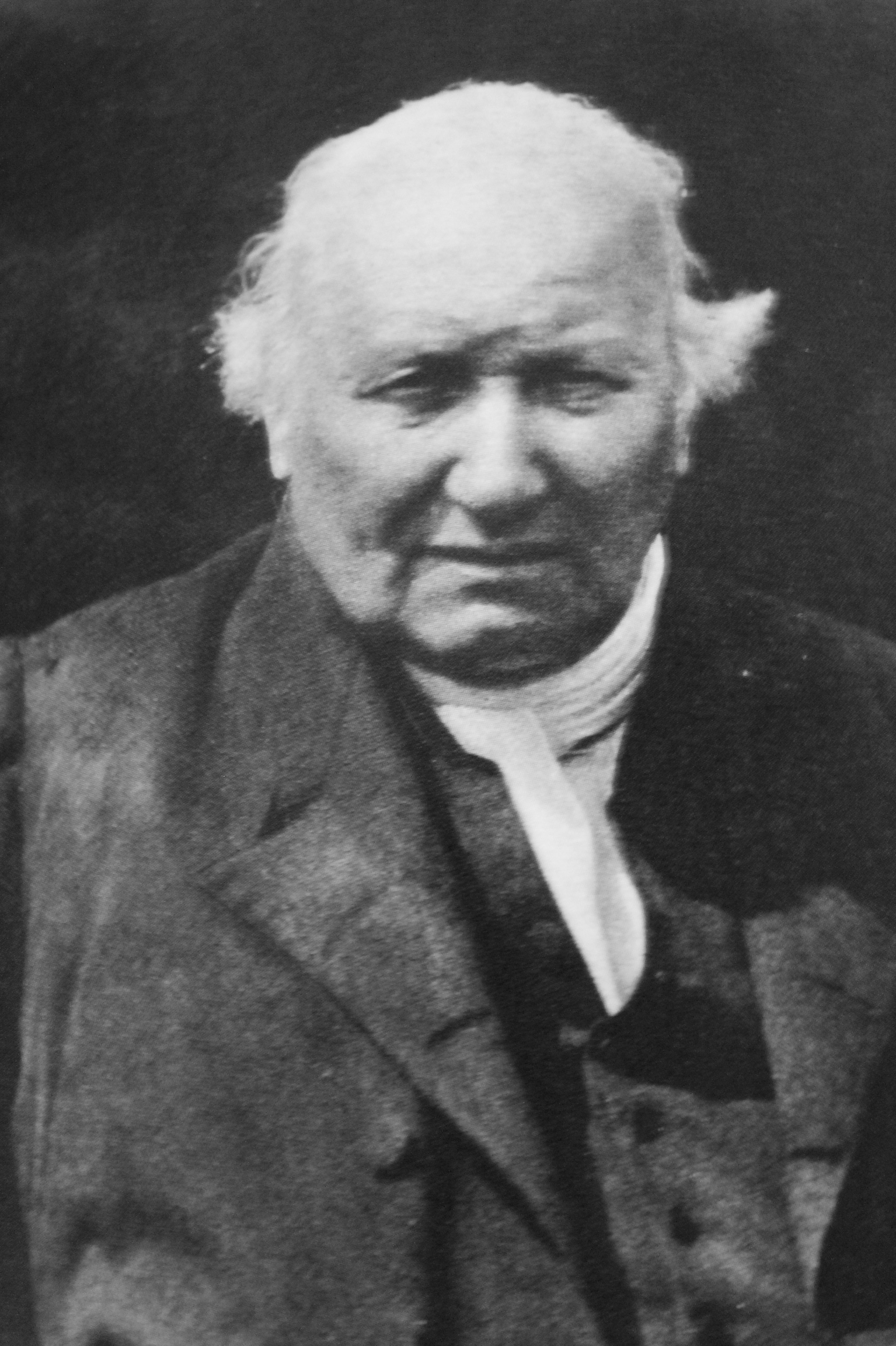
Robert Haldane, Fotografie von David Octavius Hill, 1. Januar 1850

Robert Haldane (* 27. Januar 1772 in Overton, Lecropt, Perthshire, Schottland; † 9. März 1854 in St Andrews) war ein schottischer Geistlicher und Mathematiker.

## Leben
Haldane wurde 1772 als Sohn des Landwirts Robert Haldane und dessen Frau Margaret Kinross in Overton an der Grenze zu Stirlingshire geboren. Nach seiner Schulzeit in Dunblane besuchte er ab 1827 die University of Glasgow. Dort belegte er die normalen Fächer, die jeder Student belegte. Anschließend wechselte er an die University of Edinburgh, wo er Theologie studierte. Er nahm eine Stellung als Privatlehrer bei der Familie Robinson im Leddriegreen House in Strathblane an und wechselte später in die Dienste von Colonel Charles Moray of Abercairnie.
Am 5. Dezember 1797 wurde er als Prediger im Presbyterium von Auchterarder zugelassen. Er erhielt aber keine offizielle Pfarrei bis zum August 1806, als er der Kirchengemeinde von Drummelzier in der Pfarrei Peebles vorgestellt wurde. Am 19. März 1807 wurde er ordiniert. Da er sich als Mathematiker einen gewissen Ruf erarbeitet hatte, wurde er nach dem Tod von Nicolas Vilant (25. Mai 1807) zum Regius Professor of Mathematics an der University of St Andrews berufen. Da aber die Kirche die Bestallung der Professur kontrollierte, waren es seine Fähigkeiten in der Kirche und nicht die Mathematik, die ihm diese Stellung verschafft hatten. Zu seinen Gunsten wurden bessere Mathematiker übergangen, darunter William Wallace und James Ivory. Haldane quittierte seinen Dienst in Drummelzier am 2. Oktober 1809. 1819 bewarb er sich um die Mathematikprofessur an der University of Edinburgh, die nach dem Wechsel von John Leslie von der Mathematik zum Lehrstuhl für Naturgeschichte frei geworden war. Hier konkurrierte er erneut mit Wallace und Charles Babbage um die Position, bis schließlich Wallace ausgewählt wurde.
1820 ergab sich für Haldane die nächste Möglichkeit, als durch den Tod von George Hill der Lehrstuhl für Theologie, die Leitung des St. Mary’s College und die Pfarrei von St. Andrews verfügbar wurde. Haldane trat seinen Dienst am 28. September 1820 an und verließ damit auch die Mathematikprofessur. Mit seinem neuen Amt übernahm er auch die Professur in Theologie und zeigte sowohl als Theologe als auch als Verwalter bemerkenswerte Fähigkeiten.
Am 17. Mai 1827 wurde Haldane zum Moderator der Generalversammlung der Church of Scotland gewählt. Obwohl er seine frühen Jahre in einer progressiven Umgebung verbracht hatte, hielt er treu zur konservativen Kirchenlinie. So wurde er während der zur „disruption“ von 1843 führenden Unruhen ad interim zum Vorsitzenden gewählt und konnte dazu beitragen, die Gemüter zu beruhigen. Seine Fähigkeiten als Prediger und Vermittler lassen sich daran ermessen, dass nur wenige Mitglieder seiner Pfarrei die Kirche in dieser Zeit verließen.
Die gleiche ernsthafte Beteiligung, die ihn als Seelsorger auszeichnete, konnte Haldane auch im Lehrsaal vermitteln und er galt als fähiger Lehrer und scharfsinniger Theologe. Auch seine wissenschaftlichen Erfolge waren beträchtlich, so dass er zum Fellow der Royal Society of Edinburgh gewählt wurde.
Haldane starb 83-jährig am 9. März 1854 im St. Mary’s College von St. Andrews. Er wurde auf dem Friedhof seiner Kirche beerdigt. Ein Porträt Haldanes hängt in der Eingangshalle der Universitätsbibliothek von St. Andrews.

## Bücher
Haldane veröffentlichte nur eine einzige Arbeit zu den Lebensbedingungen der Armen in St. Andrews.